# Episode 50
Episode 50 (рус. «Эпизод 50») — американский фильм ужасов 2011 года. Был выпущен в формате DVD.

## Сюжет
Телевизионная команда в течение трёх лет выезжала на 49 вызовов и пыталась заснять и также опровергнуть встречи с призраками.
И тут они получают заказ от некоего Эндрю Вортингера, он болен и знает, что скоро умрёт, поэтому нанимает две команды. Эндрю просит, чтобы они поехали в больницу для душевнобольных, по слухам, там умерло очень много людей, замученных или умерших своей смертью. Для первой команды это 50 эпизод. Они установили аппаратуру и приступили к обследованию помещений. Но в этот раз, они встретились с настоящими призраками и засняли это на свои видеокамеры. Однако в итоге им самим придётся бороться с тем открытым злом.

## В ролях
| Актёр          | Роль   |
| -------------- | ------ |
| Джош Фоллан    | Джек   |
| Натали Виетта  | Энди   |
| Кейтон Херготт | Дайлан |
| Элеанор Уилсон | Лизетт |

## Критика
Пол Чемберс, работавший на CNN Radio в качестве ведущего и кинокритика, в обзоре фильма на сайте Movie Chambers оценил его на D+. Он отметил, что фильму вначале удалось вызвать интерес и создать напряжённую атмосферу, но вскоре действие стало скучным, глупым и излишне мелодраматичным.
Сайт video.de, принадлежащий издательскому дому Busch Entertainment Media, рекомендует фильм только любителям жанра. В рецензии отмечается отсутствие в кадре избыточного насилия и кровавых сцен, свойственных фильмам ужасов, и наличие достаточно оригинальных находок, создающих соответствующую атмосферу.